# Колери
Колери (фр. Caullery) насеље је и општина у североисточној Француској у региону Север-Па д Кале, у департману Север која припада префектури Камбре.
По подацима из 2011. године у општини је живело 454 становника, а густина насељености је износила 181,6 становника/km². Општина се простире на површини од 2,5 km². Налази се на средњој надморској висини од 107 метара (максималној 144 m, а минималној 105 m).

## Демографија
| 1962. | 1968. | 1975. | 1982. | 1990. | 1999. | 2011. |
| ----- | ----- | ----- | ----- | ----- | ----- | ----- |
| 504   | 547   | 534   | 489   | 436   | 448   | 454   |

График промене броја становника у току последњих година